# Ma belle-famille, Noël et moi
Pour plus de détails, voir Fiche technique et Distribution.
Ma belle-famille, Noël et moi, ou Notre plus belle saison au Québec, (Happiest Season) est un film de Noël comique et romantique américain réalisé et co-écrit par Clea DuVall, sorti en 2020.

## Synopsis
Une jeune femme souhaite demander sa petite amie en mariage lors d'une fête de famille, mais ses plans sont chamboulés lorsqu'elle découvre que sa partenaire n'a pas fait son coming-out auprès de ses parents conservateurs.

## Fiche technique
- Titre original : Happiest Season
- Titre québécois : Notre plus belle saison
- Titre français : Ma belle-famille, Noël et moi
- Réalisation : Clea DuVall
- Scénario : Clea DuVall et Mary Holland
- Musique : Lesley Barber
- Photographie : John Guleserian
- Montage : Melissa Bretherton
- Direction artistique : Maggie Srmayan
- Costumes : Kathleen Felix-Hager
- Décors : Theresa Guleserian
- Production : Marty Bowen et Isaac Klausner
- Société de production : TriStar Productions, Temple Hill Entertainment (en) et Entertainment One
- Société de distribution : Hulu (Streaming, États-Unis) / Sony Pictures Entertainment (Globale)
- Pays d'origine :  États-Unis
- Langue originale : anglais
- Genre : comédie, romance saphique
- Durée : 102 minutes
- Dates de sortie : 
  - États-Unis : 25 novembre 2020 sur Hulu
  - Canada et Québec : 25 novembre 2020 au cinéma
  - France : 21 décembre 2020 en vidéo à la demande ; 10 février 2021 (DVD)

## Distribution
- Kristen Stewart (VF : Noémie Orphelin ; VQ : Annie Girard) : Abigail « Abby » Holland
- Mackenzie Davis (VF : Claire Morin ; VQ : Kim Jalabert) : Harper Caldwell
- Alison Brie (VF : Chloé Berthier ; VQ : Émilie Bibeau) : Sloane Caldwell
- Aubrey Plaza (VF : Alice Taurand ; VQ : Laurence Dauphinais) : Riley Bennett
- Dan Levy (VF : Tanguy Goasdoué ; VQ : Maël Davan-Soulas) : John
- Mary Holland (VF : Daniela Labbé Cabrera ; VQ : Sarah-Jeanne Labrosse) : Jane Caldwell
- Victor Garber (VF : Guy Chapellier) : Ted Caldwell
- Mary Steenburgen (VF : Martine Irzenski ; VQ : Nathalie Coupal) : Tipper Caldwell
- Ana Gasteyer (VF : Ariane Deviègue) : Harry Levin
- Jake McDorman (VF : Julien Allouf) : Connor
- Burl Moseley (VF : Tony Marot) : Eric
- Sarayu Rao (VF : Nathalie Karsenti ; VQ : Manon Arsenault) : Carolyn McCoy
- Timothy Simons (VF : Loïc Houdré) : Ed
- Lauren Lapkus (VF : Lydia Cherton) : Crystal
- Carla Gallo (VF : Laurence Charpentier) : la propriétaire en colère
- Michelle Buteau (en) (VF : Vanessa Van-Geneugden) : Trudy
- Jinkx Monsoon : Em K. Ultra
- BenDeLaCreme : Miss L'Teau

 Source et légende : version française (VF) sur RS Doublage et version québécoise (VQ) sur DoublageQC

## Thèmes

### Homonormativitéet privilèges
Ma belle-famille, Noël et moi est le premier film queer de Noël qui a été produit par un grand studio américain où l’ensemble de l’intrigue se concentre sur un couple lesbien. Il s'agit donc d'une comédie romantique et d'un film de Noël classique, mais avec une intrigue et des personnages queers. Alors que pendant longtemps l'approche queer a été exclue des productions des films de noël, mais était également peu présente dans les comédies romantiques. Cependant Ma belle-famille, Noël et moi a été en partie critiqué, car le film reproduisait des principes hétéronormatifs, mais également par son manque de diversité. En effet l’autrice Isabelle Francis souligne le fait que le film ait été critiqué sur le manque de diversité dans le choix des acteurs et actrices, mais également par le fait que l’intrigue du film se concentre principalement sur une famille américaine blanche venant d’une classe sociale aisée. De ce fait une grande partie de la communauté queer et surtout lesbienne ne peut pas s’identifier aux personnages ou à l’intrigue. Le film a aussi été critiqué sur la représentation des personnages racisés qui sont minoritaires et pas forcément représentés de la meilleure manière, voire même sont représentés de manière négative dans certaines scènes du film (notamment les scènes avec les jumeaux) de nombreux films avec des narratives queers reproduisent des schémas hétéronormatifs, ici nous pouvons citer les films Love,Simon ou encore imagine Me and You. Mais de plus en plus dans le cinéma queer (notamment les films ayant un financement important de studio de production) les chercheurs et les critiques parlent d’homonormativité. Cette théorie qui a été développée par Lisa Duggan explique de quelle manière certains aspects de la culture queer ont été dépolitisés et ont été en partie « normalisés » à cause d’ « une volonté d'intégration toujours plus forte à la société de consommation néolibérale. » Ce qui permet au système capitaliste néolibéral de profiter d’une partie des consommateurs queers. C’est ce qu’explique également Francis dans son article concernant les comédies romantiques qui reproduisent des principes hétéronormatifs dans la représentation des personnages queers, mais également dans les histoires d’amour queers au cinéma. Au cinéma l’homonormativité (c'est-à-dire l'assimilation de principes hétéronormés dans la culture LGBTQ+, selon Lisa Duggan) est un outil au service du capitalisme et de la consommation. Un des exemples d’homonormativité dans Ma belle-famille, Noël et moi c’est l’importance qu'accorde Abby (interprétée par Kristen Stewart) au mariage, mais également au fait de vouloir demander la main de Harper (interprétée par Mackenzie Davis) auprès de son père.

### Coming outethomophobie interiorisée
L’une des intrigues principales du film tourne autour du coming out du personnage de Harper à sa famille. Le film se concentre sur Harper qui propose à sa petite amie de longue date Abby de la rejoindre pour les célébrations des fêtes de fin d’année chez sa famille  cependant lorsqu’elles étaient en chemin vers la maison de la famille de Harper elle lui annonce qu’elle lui avait menti et que sa famille n’est pas accourant de leurs relations et de son homosexualité.  Le thème du coming out, mais également de fait de devoir cacher une relation amoureuse homosexuelle sont des thèmes récurrents dans le cinéma queer. Dans le film, à travers le personnage d'Harper ont retrouve certains signes d’homophobie intériorisée: le fait de vouloir se conformer à un schéma hétéronormatif malgré le fait qu'Harper entretien une relation amoureuse avec une femme. Le film a eu des avis mitigés notamment de la part de la communauté queer qui a critiqué le côté assez triste du film (Harper qui se fait « outer » par sa sœur, Abby qui se fait juger par la famille de Harper...) en plus du fait que beaucoup de personnes queer considèrent la relation entre Harper et Abby comme étant une relation toxique. Ce qui explique pourquoi les avis divergent en particulier à la fin du film qui est montrée comme une fin heureuse car après le « outing » de Harper et que Abby quitte Harper, elles se remettent ensemble très rapidement et finissent « heureuses » avec la famille de Harper qui accepte leur relation alors que tout au long du film beaucoup juge le comportement de Harper vis-à-vis de Abby déplacé.

## Production

### Développement
En avril 2018, TriStar Pictures obtient la distribution internationale des droits du film, avec comme réalisatrice Clea Duvall, d'un script qu'elle a co-écrit avec Mary Holland, produit par Marty Bowen et Isaac Klausner via Temple Hill Productions, co-financé par Entertainment One, qui contrôlera la distribution au Royaume-Uni et au Canada, tandis que Sony Picture contrôle la distribution dans le reste du monde via TriStar.

### Casting
En novembre 2018, Kristen Stewart signe pour l'un des rôles principaux du film, et est rejointe par Mackenzie Davis en janvier 2019. Le reste du casting est bouclé en janvier 2020, et Mary Steenburgen, Victor Garber, Alison Brie, Aubrey Plaza et Dan Levy rejoignent le film.

### Tournage
Le tournage commence le 21 janvier 2020 à Pittsburg et finit le 28 février, juste avant le ralentissement de l'industrie du cinéma causée par la pandémie de COVID-19,.

## Accueil

### Critique
Sur l'agrégateur de critiques Rotten Tomatoes, le film a un taux d'approbation de 83% basé sur 142 critiques, avec une note moyenne de 6,8 / 10. Le consensus des critiques du site Web se lit comme suit: "Un bon moment avec des performances sincères et plus qu'assez de joie des Fêtes, tout ce que vous voudrez pour Noël est la saison la plus heureuse." Sur Metacritic, il a un score moyen pondéré de 69 sur 100 , basé sur 29 critiques, indiquant "des critiques généralement favorables". Leah Greenblatt de Entertainment Weekly a donné au film un B + et l'a décrit comme "une comédie intelligente et sincère dont les petits défauts sont facilement effacés par de plus grands charmes." En examinant le film pour Chicago Tribune, Michael Phillips lui a donné 3 sur 4 étoiles, disant que, malgré son dégoût général pour les films tournés autour d'un secret, "Cela fonctionne. C'est construit. Et les gens semblent réels, ou du moins proches de la réalité."

## Sortie
Dans un premier temps, la sortie du film était annoncée pour le 25 novembre 2020 aux États-Unis et au Canada, et pour le 13 janvier 2021 en France.
Il est annoncé le 26 octobre 2020 que le film ne sortira pas en salle aux États-Unis, à cause de la crise sanitaire lié au Covid-19. Le film sortira le 25 novembre 2020 sur la plateforme Hulu. Au Canada, le film conserve sa sortie au cinéma à la même date et en France, la sortie est avancée au 21 décembre 2020 en vidéo à la demande.

## Suite possible
Le 1er décembre 2020, Clea DuVall a déclaré lors d'une interview qu'elle adorerait faire une suite au film. « J'adorerais faire une suite. Je veux dire, j'ai quelques idées. Nous avons tous passé un si bon moment à faire le film que nous en parlions à l'époque. Mais c'était aussi comme, qui savait si quelqu'un s'en soucierait à propos du film ou pas? Je suis donc plus que ouvert à lui. »